# Chevrolatella
Chevrolatella is een kevergeslacht uit de familie van de boktorren (Cerambycidae). De wetenschappelijke naam van het geslacht werd voor het eerst geldig gepubliceerd in 1969 door Zajciw.

## Soorten
Chevrolatella is monotypisch en omvat slechts de volgende soort:
- Chevrolatella tripunctata (Chevrolat, 1862)